# Brad Falchuk
Brad Falchuk (Newton, Massachusetts, 1971. március 1. –) amerikai forgatókönyvíró, rendező és producer.
Legismertebb művei közé tartozik a Ryan Murphyvel közösen megalkotott Glee – Sztárok leszünk! című vígjáték-drámasorozat, továbbá az Amerikai Horror Story című, horror témájú antológiasorozat és a Scream Queens – Gyilkos történet. A 2003 és 2010 között sugárzott Kés/Alatt című orvosi drámasorozat elkészítésében forgatókönyvíróként és vezető producerként vett részt.

## Televíziós munkássága
Televíziós pályafutását forgatókönyvíróként kezdte, többek között az X Csapat (2001), A bolygó neve: Föld (2001-2002) és az Elveszett legendák kalandorai (2003) című sorozatokban. 2003-ban kapott munkát az akkor induló Kés/Alatt első évadában. A sorozat megalkotójával, Ryan Murphyvel szoros barátságot és szakmai partnerséget kialakítva létrehozták a Pretty/Handsome című sorozat próbaepizódját, mely egy transzszexuális nőgyógyászról szólt – bár az FX csatorna 2008-ban megvásárolta a jogokat, a projektből végül sosem lett televíziós sorozat.
A Kés/Alatt befejeződése után Falchuk és Murphy könnyedebb sorozattémát keresett. Ian Brennan forgatókönyvíróval közösen egy egyórás vígjátékot terveztek készíteni egy középiskolai kórusról. A Fox Broadcasting Company televíziós társaság megvásárolta az ötletet és a Glee – Sztárok leszünk! sorozat 2009-ben útjára indult, nagy kritikai és közönségsikert aratva.
2011-ben Murphyvel közösen alkották meg az Amerikai Horror Story című horror-drámasorozatot, melyet az FX sugároz. Az első évad 2011 októberében debütált, Jessica Lange, Connie Britton és Dylan McDermott főszereplésével. A sorozat sikeresnek bizonyult, 2012-ben, 2013-ban és 2014-ben összesen majdnem ötven alkalommal kapott Primetime Emmy-díj-jelöléseket.
2016-ban vezető producerként újabb antológiasorozatban vett részt, ezúttal a American Crime Story című, igaz történeteket feldolgozó krimisorozatban. 2015-ben kezdték sugározni a Scream Queens – Gyilkos történet című horror-vígjátéksorozatot, mely szintén antológia jellegű. Falchuk a sorozat megalkotói között szerepel, Murphyvel és Brennannel közösen.

## Fordítás
- Ez a szócikk részben vagy egészben  a   Brad Falchuk című angol Wikipédia-szócikk fordításán alapul.  Az eredeti cikk szerkesztőit annak laptörténete sorolja fel. Ez a jelzés csupán a megfogalmazás eredetét és a szerzői jogokat jelzi, nem szolgál a cikkben szereplő információk forrásmegjelöléseként.